# Trava linguístico-emocional

## Definição
Trava linguístico-emocional é um fenômeno psicológico e emocional caracterizado por bloqueios momentâneos ou recorrentes na fala de uma língua estrangeira ou segunda língua (L2), mesmo quando há competência linguística suficiente. É frequentemente relatado por aprendizes e professores em contextos educacionais e está associado a sentimentos de ansiedade, insegurança ou medo de avaliação negativa.
O termo é uma metáfora que representa o bloqueio subjetivo da fala, mesmo quando há compreensão e domínio da língua. Embora não amplamente registrado na literatura científica formal, seu uso tem crescido em meios acadêmicos e práticos no Brasil, especialmente em estudos sobre emoções na aprendizagem de línguas.

## Descrição do fenômeno
Ao contrário de distúrbios neurológicos como a afasia, a trava linguístico-emocional tem origem emocional e situacional. O bloqueio costuma ocorrer diante de falantes mais fluentes, professores ou em contextos avaliativos, mesmo quando o falante tem boa compreensão auditiva e escrita.
Estudos idiodinâmicos mostram que os bloqueios variam ao longo do tempo e são mais comuns em situações de pressão ou improviso, como apresentações orais.

## Causas e fatores associados
Diversos fatores influenciam a trava linguístico-emocional:
- Ansiedade de desempenho: medo de errar ou ser avaliado negativamente.[9][10]

- Perfeccionismo linguístico: a exigência de falar perfeitamente pode causar autocensura.[11]

- Experiências negativas prévias: episódios de constrangimento ou chacota influenciam negativamente a produção oral.[12][13]

- Baixa confiança linguística: dúvidas sobre a própria capacidade aumentam a probabilidade de bloqueio.[14]

- Contexto social e pedagógico: o tipo de interlocutor, a familiaridade com o tema e a dinâmica da sala influenciam diretamente.[15]

## Relação com a ansiedade linguística
A trava linguístico-emocional é uma manifestação da ansiedade linguística, definida como o medo específico de comunicação em língua estrangeira. Segundo Horwitz et al. (1986), envolve avaliação negativa, medo de errar e bloqueios comunicativos. Estudos contemporâneos mostram que a ansiedade em sala de aula é multifacetada e pode ser reduzida com práticas pedagógicas humanizadas.

## Implicações pedagógicas
O reconhecimento da dimensão emocional da aprendizagem de línguas tem levado educadores a:
- Criar ambientes seguros e acolhedores, onde erros são vistos como parte do processo.[18][19]

- Adotar atividades de oralidade de baixo risco, como dramatizações e jogos.[20]

- Estimular a reflexão sobre emoções e a autoestima linguística.[21][22]

- Integrar abordagens de letramento emocional e psicologia positiva.[23]

## Representação cultural e uso cotidiano
A expressão é amplamente usada em blogs, redes sociais, vídeos educacionais e cursos de línguas. Seu uso informal revela a necessidade de reconhecimento acadêmico e maior atenção às vivências emocionais na aprendizagem de línguas.